# 네덜란드 휠던

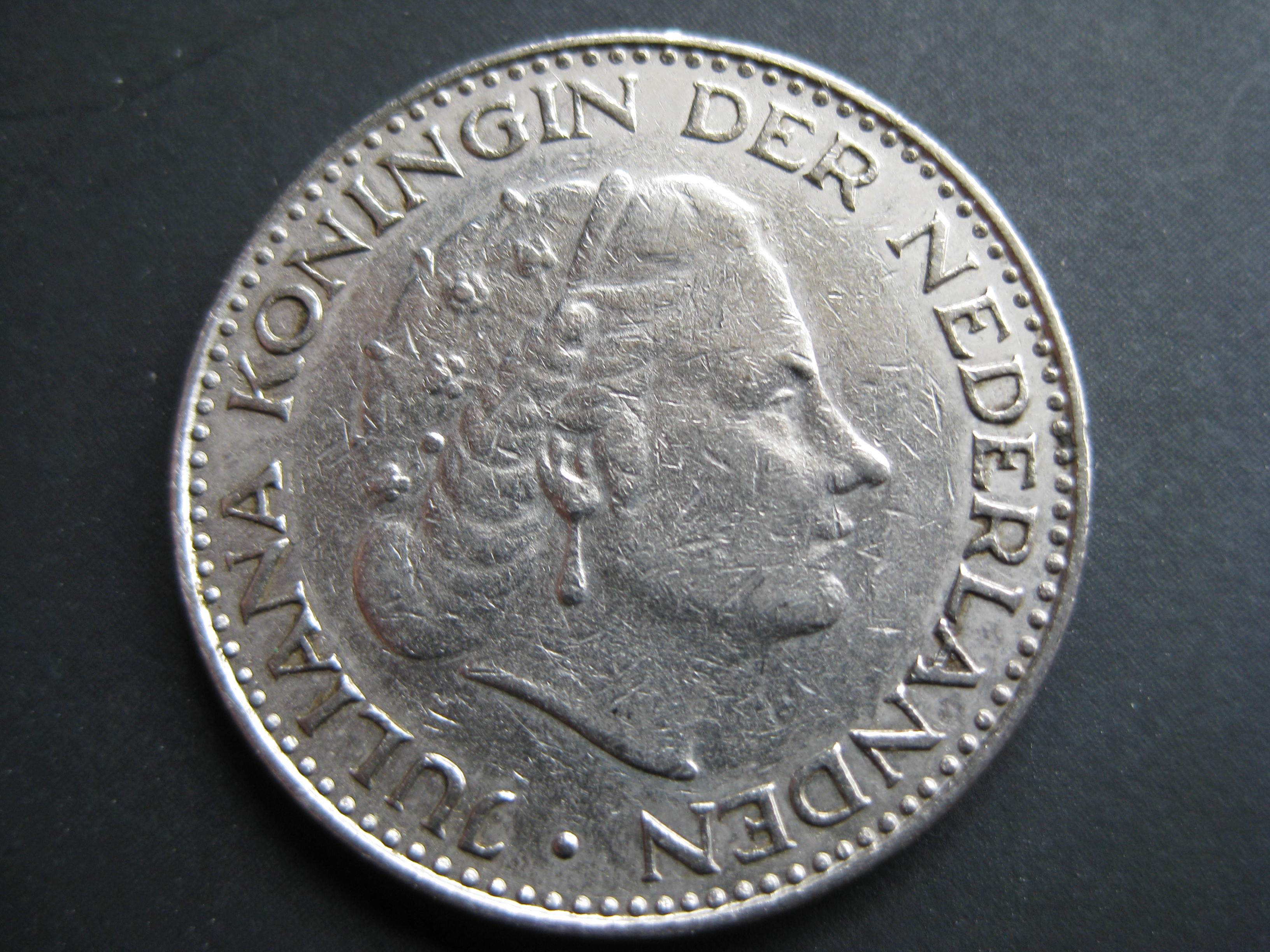

휠던(네덜란드어: gulden, IPA: [ˈɣɵldə(n)]) 또는 길더(영어: guilder)는 17세기부터 2002년까지 통용된 네덜란드의 통화이다. "휠던"은 중세 네덜란드어로 "금"을 뜻한다. 1 휠던은 100 센트(cent)에 해당된다.
통화 기호는 ƒ 또는 fl.을 사용했는데 이는 네덜란드의 옛 통화 가운데 하나인 플로린에서 유래된 기호이다. 2002년 1월 28일까지 유로와 함께 통용되었으며 5, 10, 25 센트, 1, 2½, 5 휠던 동전과 10, 25, 50, 100, 250, 1000 휠던 지폐가 통용되었다. 유로와의 교환 비율은 1 유로 = 2.20371 휠던이다.

## 같이 보기
- 아루바 플로린
- 네덜란드의 유로 주화
- 네덜란드의 경제
- 네덜란드령 안틸레스 휠던